# Rentenmark

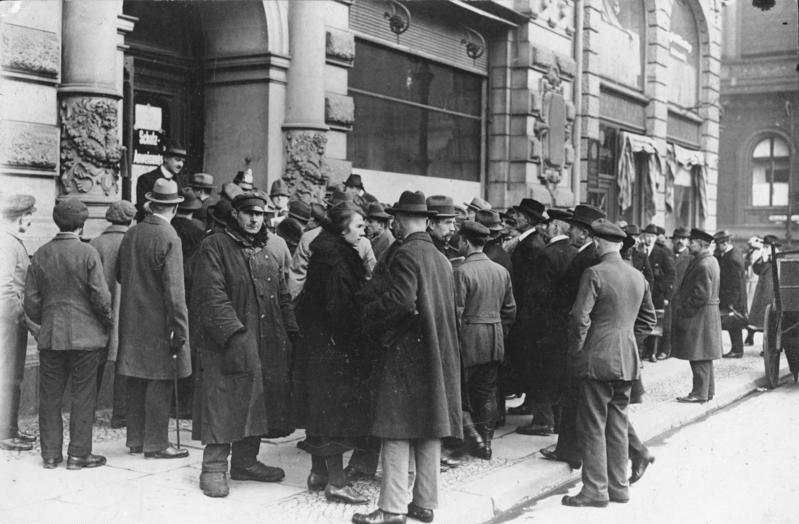
Erstausgabestelle von Rentenmarknoten in der Oberwallstraße in Berlin am 15. November 1923

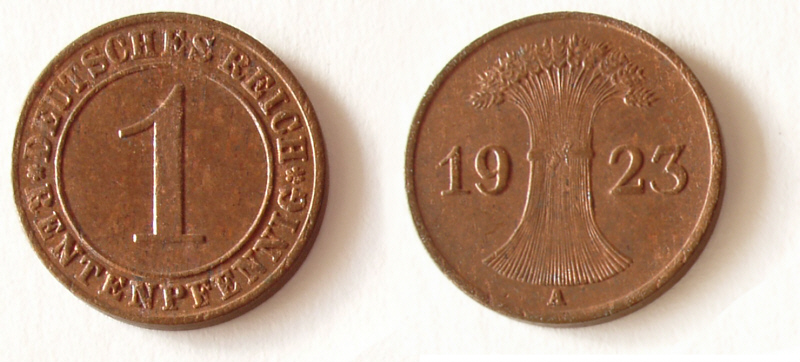
1 Rentenpfennig von 1923

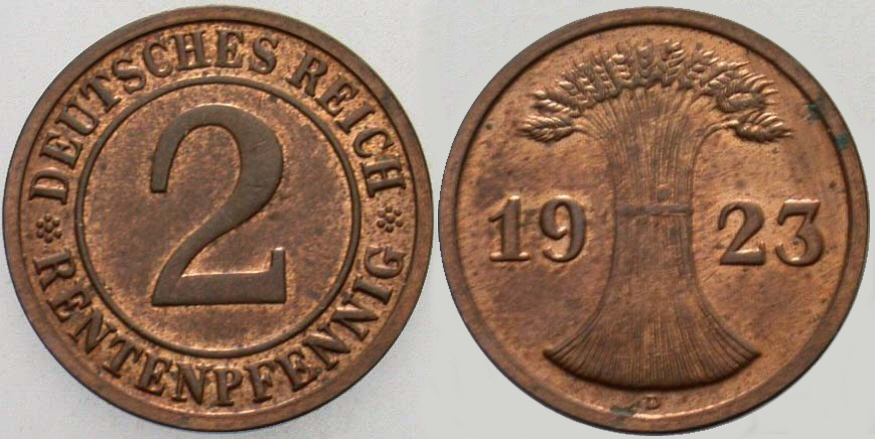
2 Rentenpfennig von 1923

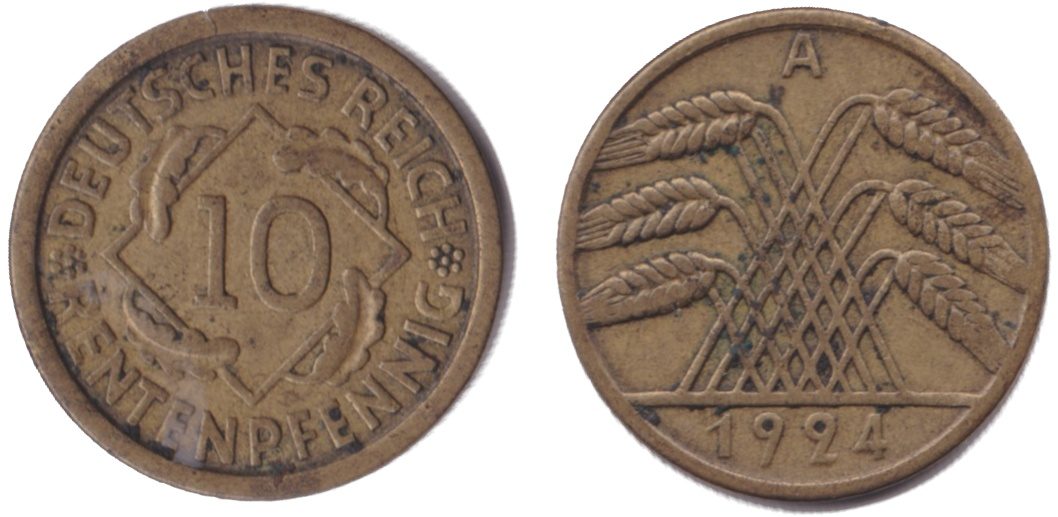
10 Rentenpfennig von 1924

Die Rentenmark war von 1923 bis 1948 eine grundschuldgestützte Übergangswährung in der Weimarer Republik, dem NS-Staat und im besetzten Nachkriegsdeutschland.

## Ursprung
Die deutsche Inflation 1914 bis 1923 hatte sukzessiv alle nicht in Kurantmünzen gehaltenen, auf Mark lautenden Geldrücklagen fast vollständig wertlos werden lassen. Zwar war die Mark 1871 als goldgedeckte Währung des Deutschen Reichs eingeführt worden, 1914 war die Golddeckung jedoch aufgehoben worden; aus der „Goldmark“ wurde die Papiermark. Die Geldentwertung der Mark ging in ihrer Endphase in eine Hyperinflation über und lähmte zunehmend das wirtschaftliche Leben. Ab Herbst 1923 weigerten sich landwirtschaftliche und industrielle Produzenten zunehmend, Waren gegen die immer schneller wertlos werdende Papiermark abzugeben. In einigen Teilen Deutschlands kam es zu Aufruhr und Plünderungen.
Im Sommer 1923 wurde mit sogenanntem „wertstabilem Papiernotgeld“ – auch Schatzanweisung genannt – mit aufgedrucktem „Goldmark“- und „Golddollar“-Bezug erfolglos versucht, die Inflation einzudämmen. 
Auf Grundlage der Verordnung über die Errichtung der Deutschen Rentenbank vom 15. Oktober 1923 wurde im Oktober 1923 die Deutsche Rentenbank gegründet. Zu Gunsten der Deutschen Rentenbank wurden Immobilien von Landwirtschaft, Industrie und Gewerbe zwangsweise mit Hypotheken und Grundschulden belegt. Diese Sachwerte hatten unter der Hyperinflation nicht gelitten. Die Gesamtsumme der Hypotheken und Grundschulden belief sich auf über 3,2 Milliarden Mark in Gold („Goldmark“). Im Gegenwert der Immobilien gab die Deutsche Rentenbank zu verzinsende Rentenbankbriefe über 500 Goldmark oder ein Vielfaches davon aus.
Die Deutsche Rentenbank gab erste neue Banknoten mit dem Datum 1. November 1923 ab dem 15. November sowie neue Rentenpfennig-Münzen mit der Jahreszahl 1923 an die Bevölkerung parallel zu den umlaufenden hohen Milliarden- und Billionen-Papiermark-Nominalen sowie den in geringerer Anzahl kursierenden wertbeständigen Notgeldbanknoten aus. Die Abkürzung der neuen Währung war „Rent.M“. Maßgeblichen Einfluss auf die Einführung hatten Reichsbankpräsident Hjalmar Schacht und Reichskanzler Gustav Stresemann. Die Rentenmark war „kein gesetzliches Zahlungsmittel, sondern Inhaberschuldverschreibung der Rentenbank“ (laut Büsch). Der Wechselkurs zur Papiermark wurde mit 1:1 Billion festgesetzt, und zwar genau am 20. November 1923 per Festlegung durch die Reichsbank, als der Devisenkurs 4,2 Billionen Papiermark = 1 US-Dollar war, was der Vorkriegs-Goldmarkparität zum Golddollar entsprach. Da die Rentenmark kein gesetzliches Zahlungsmittel war, bestand kein rechtlicher Zwang, sie als Zahlungsmittel anzunehmen, wobei jedoch die öffentlichen Kassen zur Annahme verpflichtet waren. Trotzdem wurde sie von der Bevölkerung sofort akzeptiert. Die Inflation stoppte deshalb schlagartig; man sprach vom Wunder der Rentenmark.
Zur Akzeptanz trug stark die „Deckung“ der provisorischen Rentenmark durch Grund und Boden bei. Dies war aber eine reine Fiktion; die Rentenmark blieb ausschließlich deshalb wertstabil, weil sie knappgehalten wurde.

## Geschichte

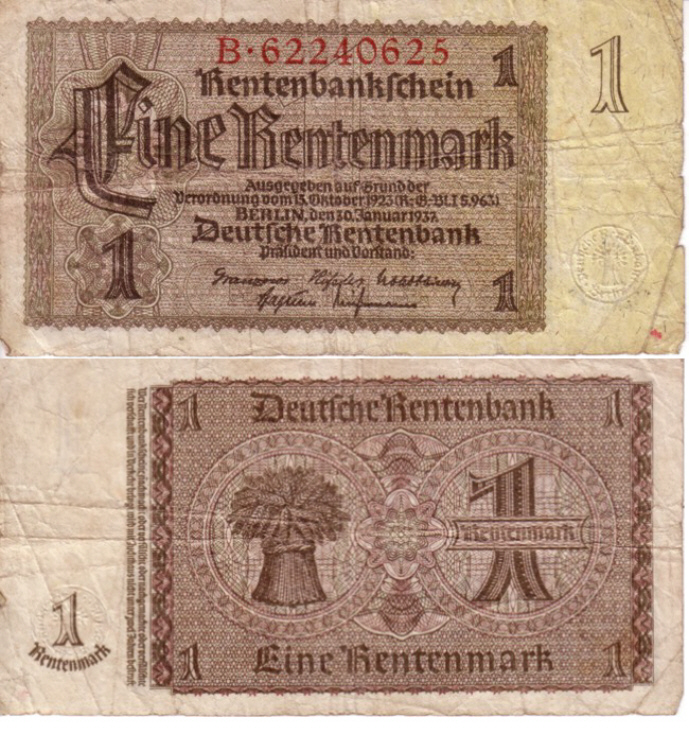
„Rentenbankschein“ von 1937

Am 30. August 1924 wurde die Reichsmark zusätzlich zur Rentenmark eingeführt. Sie galt zur Rentenmark im Verhältnis 1:1. Die Reichsmark hat nicht, wie fälschlich in vielen Fachwerken und Dokumenten angegeben, die Rentenmark ersetzt. Vielmehr konnte weiterhin mit beiden Währungen bezahlt werden. Der wesentliche Unterschied zwischen beiden Währungen bestand in ihrer unterschiedlich ausgestalteten Deckung. 
Mit Einführung der Reichsmark wurde die Verwendung der Bezeichnung „Rentenmark“ – trotz des Umlaufs beider – in allen amtlichen Dokumenten gesetzlich verboten. Auf keinem Rentenbankschein sind deutsche Hoheitssymbole abgebildet.
Die Rentenbank bestand über das Jahr 1924 hinaus fort und die ausgegebenen Rentenmark-Nominale blieben im Umlauf. Die letzten Rentenmarkscheine zu 1 und 2 Rentenmark, die auf den 30. Januar 1937 datieren, wurden am 5. September 1939 ausgegeben und waren bis zu den Währungsreformen 1948 in allen alliierten Besatzungszonen gültig. Ursprünglich sollte die Rentenmark bis spätestens 1934 vollständig durch die Reichsmark ersetzt werden.

## Alternative Ansätze
Ein theoretischer, nie realisierter Vorläufer der Rentenmark zum Aufhalten der Hyperinflation war die so genannte „Roggenmark“, die ihre Deckung nach Karl Helfferich in Roggen haben sollte. Deutschland hatte aufgrund des Versailler Vertrages fast keine Goldbestände mehr. Ein anderer Gedankenansatz war Kalisalz. Hans Luther, von Dezember 1922 bis Oktober 1923 Reichsminister für Ernährung und Landwirtschaft, schlug die Schaffung einer „Bodenmark“ vor. Diese war weitgehend identisch mit der dann neu geschaffenen Rentenmark.
Ab November 1923 wurden die ersten Rentenmarkscheine und Rentenpfennigmünzen in Umlauf gebracht. Für den praktischen Erfolg der Rentenmark waren, neben dem Anhalten der Banknoten-Druckerpresse, das Vertrauen des Volkes sowie ein anfänglich ausgeglichener Staatshaushalt maßgeblich.

## Wirkung
Im Gegensatz zur inflationszerrütteten Papiermark wurde der Rentenmark in der breiten Bevölkerung großes Vertrauen entgegengebracht. Die wichtigste Eigenschaft der Rentenmark war nicht die Tatsache, dass sie (auf eher theoretische Weise) an Grund und Boden gekoppelt war, sondern dass ihr Gesamtvolumen strikt begrenzt war: Rentenmarkscheine wurden im Wert von 2,4 Milliarden Reichsmark (damals 600 Millionen Dollar) ausgegeben, trotz politischen Drucks weigerte sich Reichsbankpräsident Hjalmar Schacht, die Menge nachträglich zu erhöhen. Das Ziel war es, Geld in Deutschland wieder knapp und somit wertvoll zu machen.

## Rentenmark-Banknoten ab November 1923

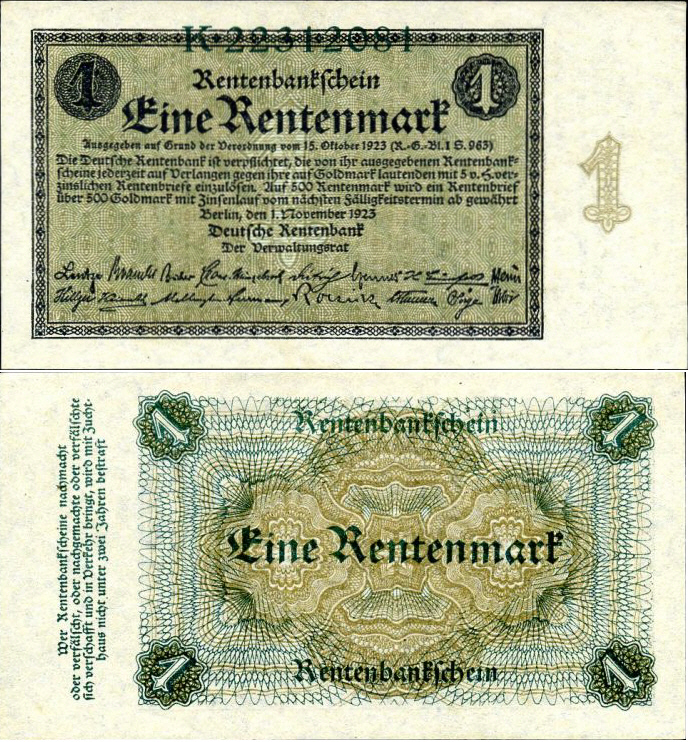
1 Rentenmark
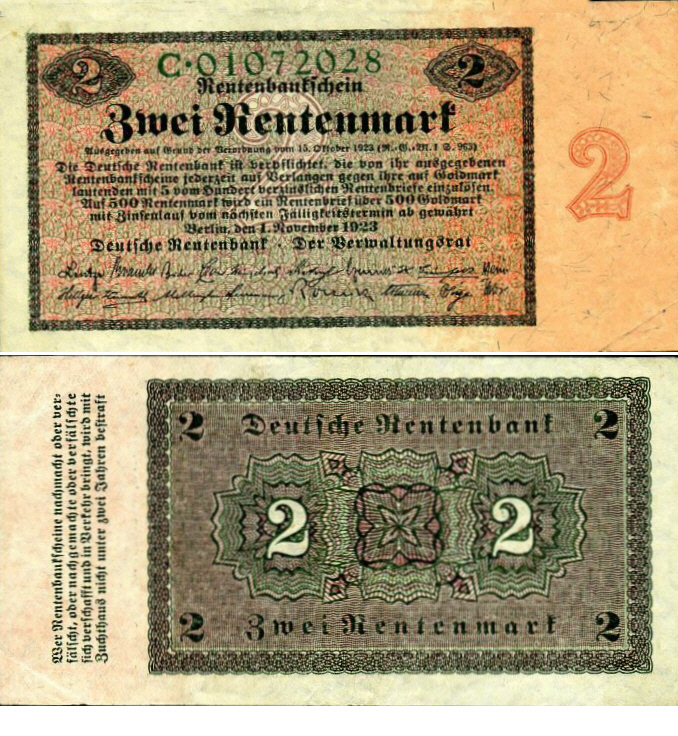
2 Rentenmark
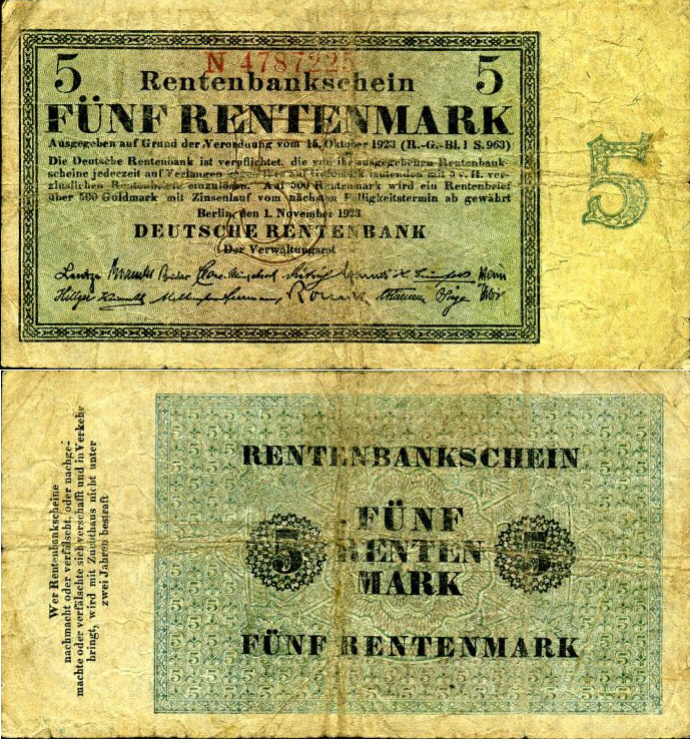
5 Rentenmark
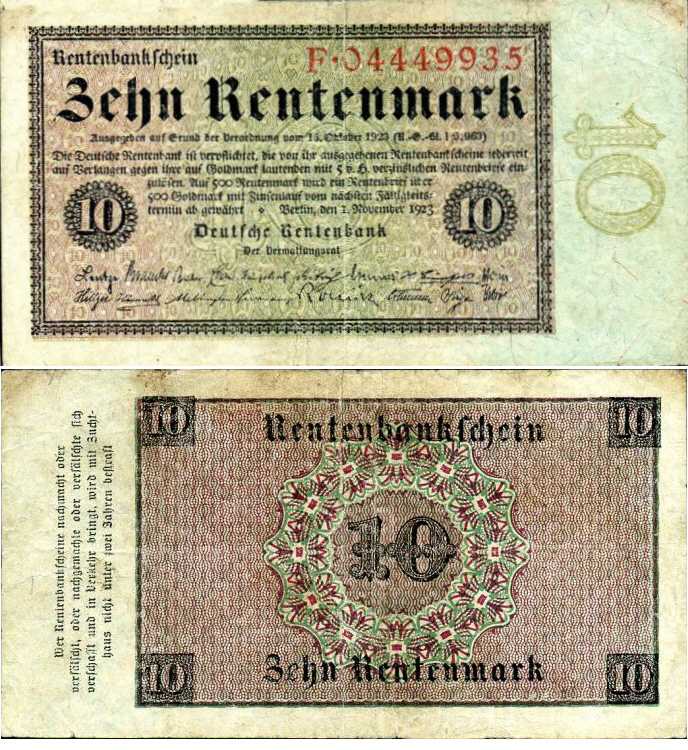
10 Rentenmark
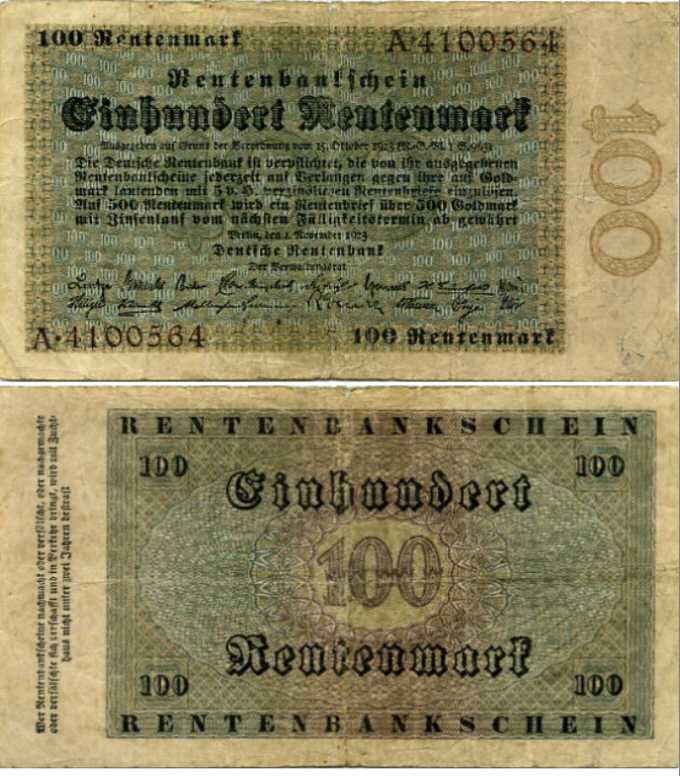
100 Rentenmark
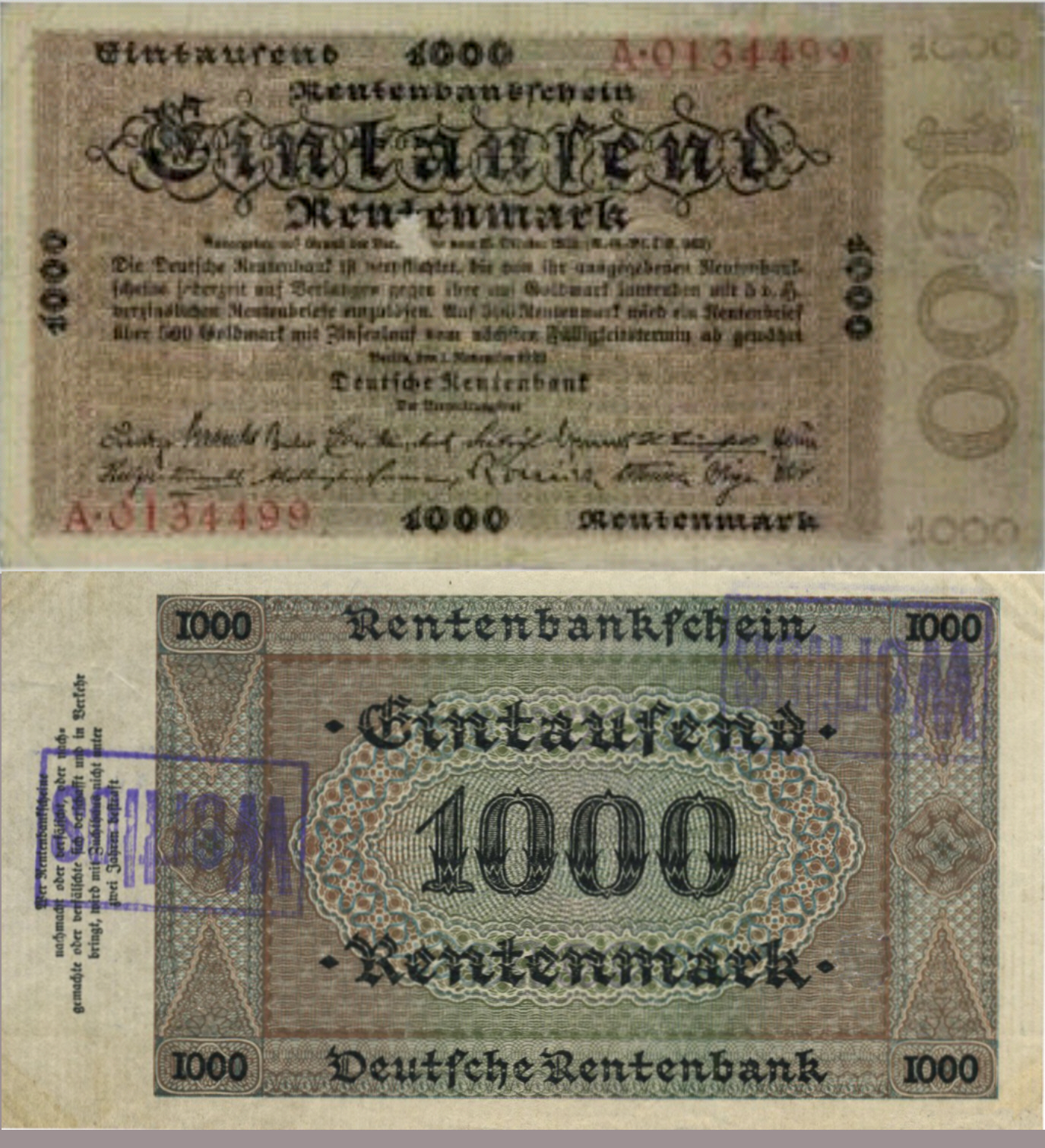
1.000 Rentenmark